# Levoncourt (Moza)
Levoncourt – miejscowość i gmina we Francji, w regionie Grand Est, w departamencie Moza.
Według danych na rok 1990 gminę zamieszkiwało 46 osób, a gęstość zaludnienia wynosiła 6 osób/km² (wśród 2335 gmin Lotaryngii Levoncourt plasuje się na 999. miejscu pod względem liczby ludności, natomiast pod względem powierzchni na miejscu 774.).